# Édouard Manet
Édouard Manet (tiếng Pháp: [edwaʁ maˈnɛ]; 23 tháng 1 năm 1832 - 30 tháng 4 năm 1883) là một họa sĩ người Pháp, một trong những họa sĩ đầu tiên vẽ các tác phẩm liên quan tới các chủ đề về cuộc sống hiện đại. Ông được coi là một trong những nhân vật then chốt trong sự chuyển giao từ Trường phái hiện thực tới Trường phái ấn tượng. Những tác phẩm đầu của ông như Le déjeuner sur l'herbe và Olympia đã tạo nên một cuộc tranh cãi lớn, đây được coi là những nền tảng cho sự ra đời của trường phái ấn tượng sau này - ngày nay các tác phẩm đó được xem như là những dấu ấn cho sự khai sinh của nghệ thuật hiện đại.

## Tác phẩm

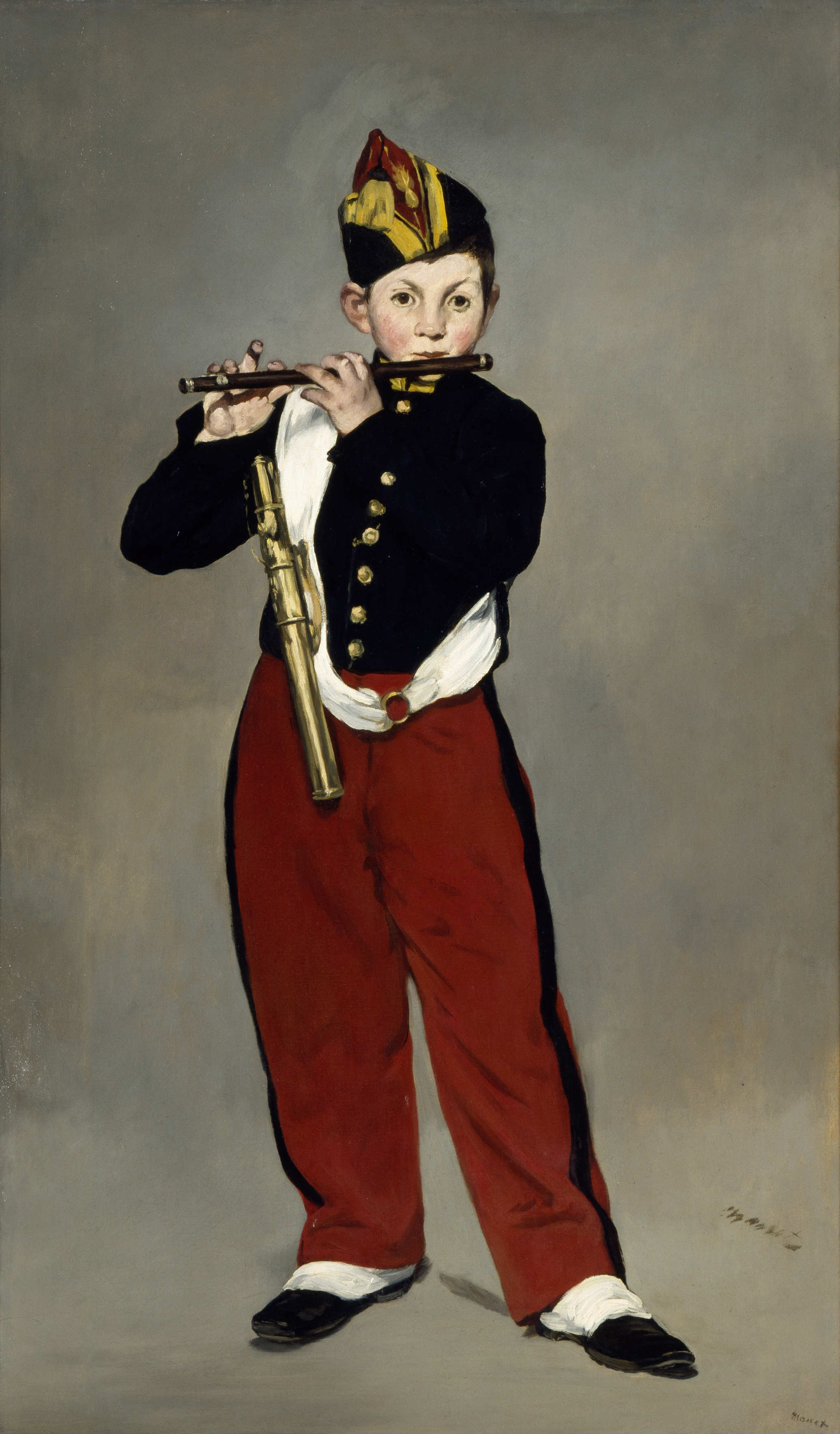
Le Fifre, 1866
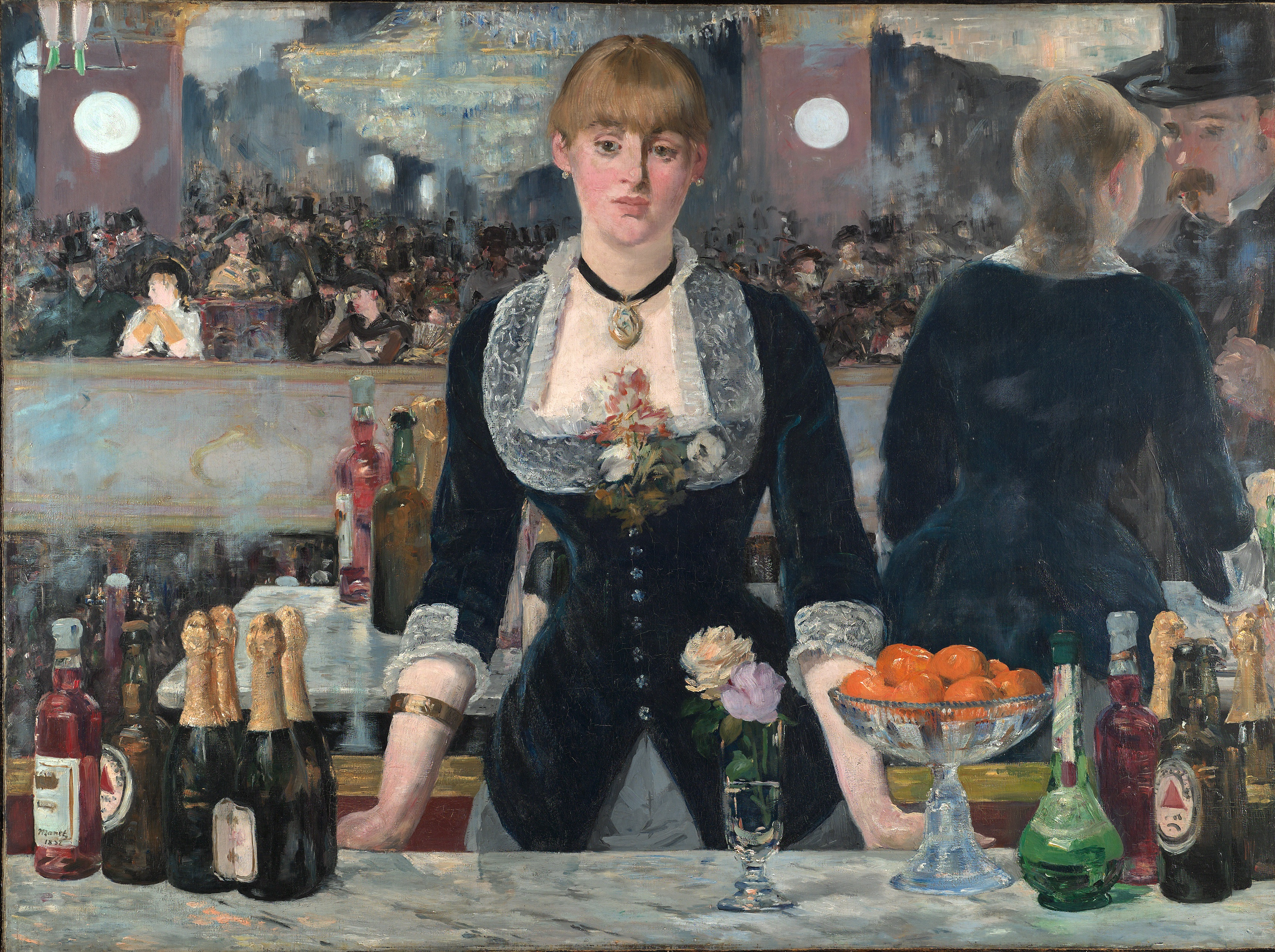
Quán Folies-Bergère
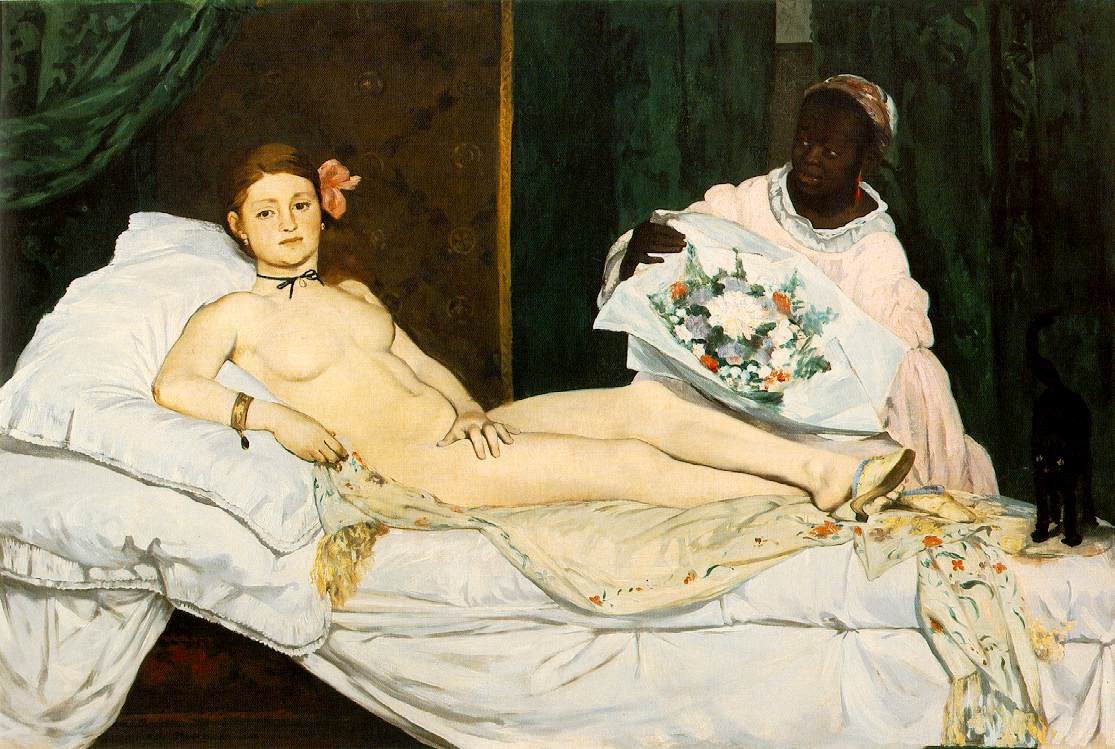
Olympia
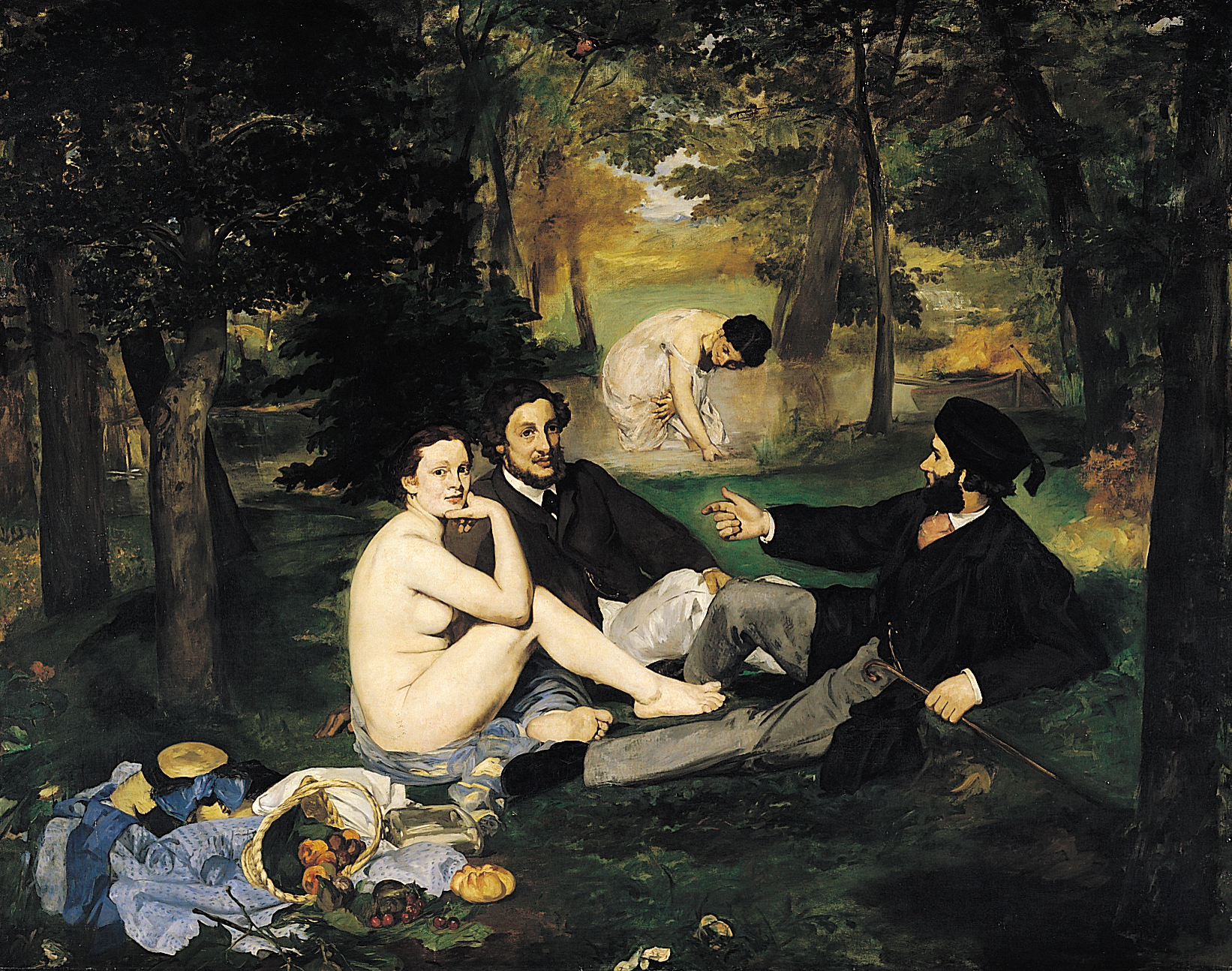
Le Déjeuner sur l'herbe